# پی‌سی پرو
پی‌سی پرو (به انگلیسی: PC Pro) یکی از چندین مجلهٔ کامپیوتری است که توسط انتشارات دنیس ماهیانه در بریتانیا چاپ می‌شود. همچنین پی‌سی پرو اجازهٔ بازنشر برخی مقالات یا حتی کل مجله را در کشورهای مختلفی در سراسر جهان می‌دهد و برخی مقالات نیز به زبان محلی ترجمه می‌شوند. تا سال ۲۰۰۶، پی‌سی پرو پرفروش‌ترین ماه‌نامه در بریتانیا بود.